# Champey
Champey település Franciaországban, Haute-Saône megyében. Lakosainak száma 798 fő (2022. január 1.). Champey Belverne, Le Vernoy, Coisevaux, Courmont, Luze, Saulnot és Trémoins községekkel határos.

## Népesség
A település népességének változása:
| Lakosok száma | 884  | 874  | 875  | 876  | 878  | 851  | 825  | 798  |
|               | 2013 | 2015 | 2017 | 2018 | 2019 | 2020 | 2021 | 2022 |